# Deliberative Demokratie

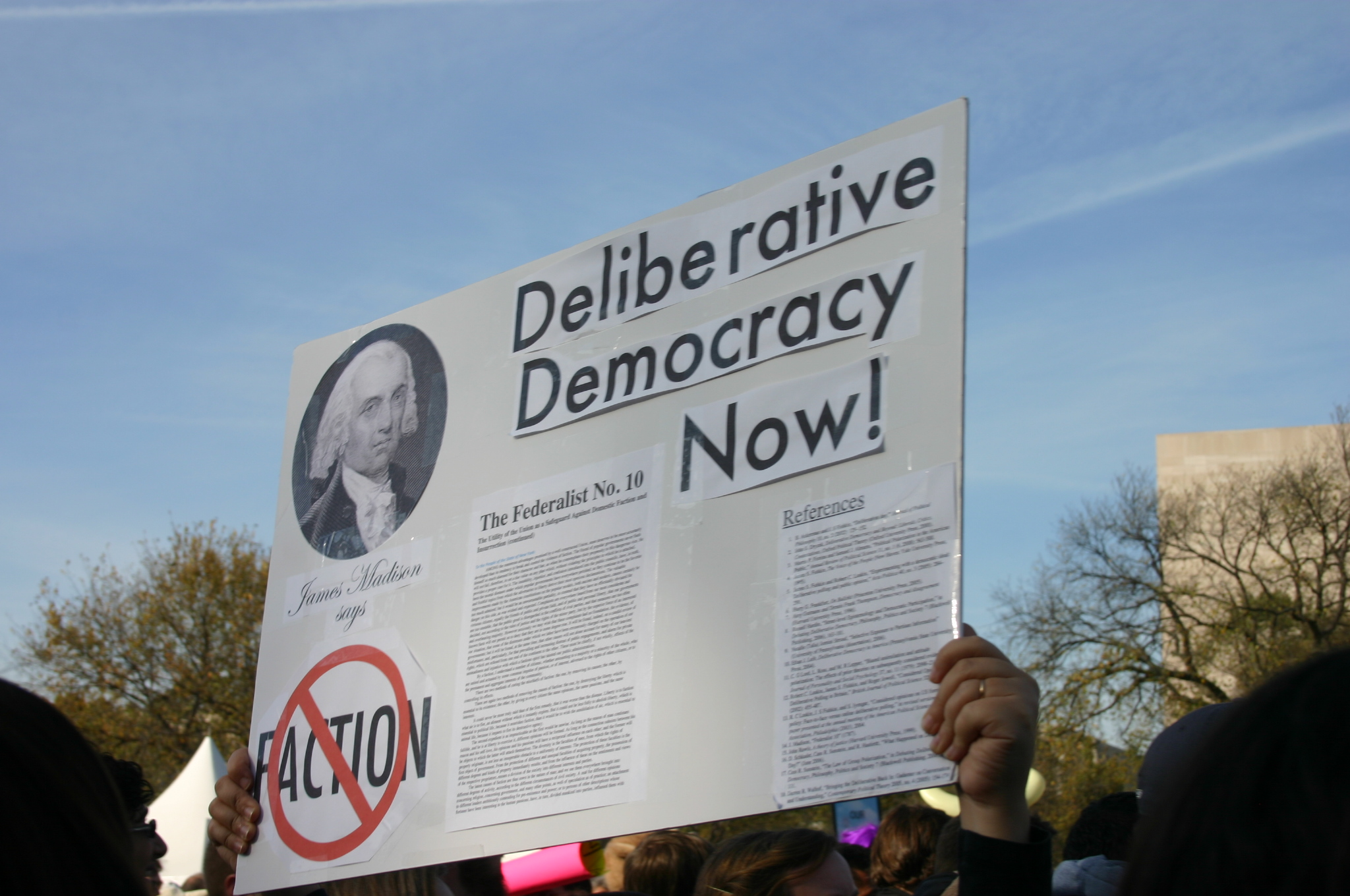
Aufruf zur Errichtung deliberativer Demokratie

Die Deliberative Demokratie (entlehnt von lateinisch deliberatio ‚Beratschlagung, Überlegung‘) betont öffentliche Diskurse, öffentliche Beratung, die Teilhabe der Bürger an öffentlicher Kommunikation und das Zusammenwirken von Deliberation und Entscheidungsprozess. Der Begriff Deliberative Demokratie bezeichnet sowohl demokratietheoretische Konzepte, in denen die öffentliche Beratung zentral ist, als auch deren praktische Umsetzung. Wesentliches Kennzeichen einer deliberativen Demokratie ist der öffentliche Diskurs über alle politischen Themen, der auch als „Deliberation“ bezeichnet wird. Als inputorientiertes Demokratiemodell, das der politischen Willensbildung der Bürger großes Gewicht beimisst, wird die Diskurs-orientierte Deliberative Demokratie von Manfred G. Schmidt trotz der erheblichen Unterschiede zusammen mit der entscheidungsorientierten partizipatorischen Demokratie den beteiligungszentrierten Demokratietheorien zugeordnet.
Der Begriff Deliberative Demokratie wurde von Joseph M. Bessette in dem 1980 erschienenen Buch Deliberative Democracy: The Majority Principle in Republican Government geprägt und in dem 1994 erschienenen Buch The Mild Voice of Reason weiter ausgearbeitet. Wichtige Theoretiker Deliberativer Demokratie sind außerdem Jürgen Habermas und John Rawls. Weiterhin haben u. a. Seyla Benhabib, James Bohman, Joshua Cohen, John Dryzek, Jon Elster, Amy Gutmann, Amartya Sen und Dennis Thompson diese demokratietheoretische Denkrichtung aufgegriffen. Guy Standing, der sich für ein Bedingungsloses Grundeinkommen einsetzt, spricht sich ebenfalls für diese Demokratieform aus.

## Grundlagen und Legitimation
Kernidee der deliberativen Demokratie ist, dass durch Austausch von Argumenten in einem (machtfreien) Diskurs Verständigung oder Konsens erzielt werden können und so gefundene Lösungen den Ansprüchen der Vernunft in sachlicher und moralischer Hinsicht gerecht werden. So bezeichnet es Carole Pateman als zentrale Forderung der Vertreter deliberativer Demokratietheorie, dass Einzelne immer bereit sein sollten, ihre moralischen und politischen Argumente und Forderungen mit Gründen zu verteidigen und über diese Gründe mit anderen zu beraten. Gelingt es, dem besseren Argument Geltung zu verschaffen, so hat entsprechend der Argumentation der deliberativen Demokratietheorie die getroffene Entscheidung eine höhere Legitimität als eine durch Wahl oder Plebiszit allein herbeigeführte Entscheidung. Im Zentrum der Theorie der deliberativen Demokratie steht also das Legitimationsideal der öffentlichen Beratung politischer Fragen. Entsprechend der Argumentation deliberativer Demokraten können mit adäquaten Deliberationsprozeduren „Formen der Zustimmung“ erreicht werden, die sowohl den Ansprüchen der Vernunft als auch der demokratischen Legitimität entsprechen.

## Theoretische Ansätze
Zwar gibt es zahlreiche Versionen der deliberativen Demokratie, es lassen sich aber grundsätzlich zwei Schulen grob unterscheiden: die eine stärker von John Rawls und die andere stärker von Jürgen Habermas beeinflusst. Unterschiede zwischen den Ansätzen von Rawls und Habermas bestehen unter anderem in der Konzeptionalisierung öffentlicher Beratung (public deliberation, public reason): Während das Konzept von Jürgen Habermas inoffizielle Arenen außerhalb des institutionellen Settings, beispielsweise soziale Bewegungen, einbezieht, zeichnet Rawls ein engeres Bild öffentlicher Beratung, indem er stärker auf offizielle Institutionen verweist. Vertreter der von Habermas beeinflussten Strömung deliberativer Demokratie setzen somit stärker auf eine kritische Öffentlichkeit, während die von Rawls beeinflusste Tradition den Aspekt der Vernunft deliberativ getroffener Entscheidungen betont und von der Möglichkeit objektiv richtiger und gerechter Lösungen in der Politik ausgeht. Dementsprechend kann die stärker von Rawls beeinflusste Schule auch als liberale Variante, deren Vertreter ein eher epistemisches Demokratieverständnis haben, bezeichnet werden; die eher von Habermas beeinflusste Schule wird auch als kritische Variante, die stärker auf die Partizipation der Bürger an der Deliberation und die Inklusion aller Betroffenen verweist, beurteilt.
Des Weiteren gibt es inzwischen neben klar normativ-theoretischen Ansätzen auch empirische Studien zur deliberativen Demokratie; als deren Pionier gilt James S. Fishkin.

### Ansatz von Habermas
Habermas erhebt den Anspruch, „das Modell der liberalen und republikanischen Demokratie in sich vereinen zu können, ohne die Nachteile dieser Demokratietypen an sich zu haben“, indem eine Synthese liberaler und republikanischer Demokratie gebildet wird.

#### Diskurs
„Deliberative Politik ist für Habermas eine Politik der argumentativen Abwägung, der gemeinsamen Beratschlagung und Verständigung über öffentliche Angelegenheiten.“
Dies setzt „ideale Prozeduren der Beratung und Beschlussfassung“ voraus, die wiederum an folgende Voraussetzungen geknüpft sind:
- „die argumentative Form des Austausches von Informationen und Begründungen,
- die öffentliche und alle Beteiligungsberechtigte einschließende Beratung, zumindest die gleiche Chance des Zugangs zur und der Teilnahme an der Beratung,
- das Fehlen externer und interner Zwänge bei der Beratung („ideale Sprechsituation“),
- die Maxime, dass die Beratungen grundsätzlich unbegrenzt fortgesetzt oder, im Falle einer Unterbrechung, jederzeit wieder aufgenommen werden können,
- der Grundsatz, dass die Erörterungen sich auf alle Materien erstrecken können, die im Interesse aller zu regeln sind,
- die Chance, auch über Interpretation von Bedürfnissen sowie über vorpolitische Einstellungen und Präferenzen zu beraten,
- den Diskurs untermauernde verfassungspolitische, die Grundrechte sichernde Weichenstellungen und
- das qualifizierte Zusammenwirken von Deliberation und Entscheidungsprozess, und zwar jeweils unter Beteiligung möglichst vieler“.[11]

#### Öffentlichkeit
Diskurse vollziehen sich öffentlich bzw. in der Öffentlichkeit:
„Die Öffentlichkeit lässt sich am ehesten als ein Netzwerk für Kommunikation von Inhalten und Stellungnahmen, also von Meinungen beschreiben“ (Habermas 1992: 436). Öffentlichkeit ist also kein vorgefundener Raum, sondern muss durch ein interessiertes Publikum und durch kommunikativ handelnde Teilnehmer erst hergestellt werden. Öffentlichkeit besitzt bei Habermas drei Funktionen:
- Erkennen und Wahrnehmen gesamtgesellschaftlicher Probleme
- Thematisieren und Herantragen dieser Themen an die Entscheidungsträger im politischen Zentrum
- Kontrolle des politischen Zentrums.

Die nichtstaatlichen wie nichtökonomischen Akteure der Zivilgesellschaft (oder: der „zivilgesellschaftlichen Öffentlichkeit“) als „[…] das Substrat jenes allgemeinen, aus der Privatsphäre gleichsam hervortretenden Publikums von Bürgern, die für ihre gesellschaftlichen Interessen und Erfahrungen öffentliche Interpretationen suchen und auf die institutionalisierte Meinungs- und Willensbildung Einfluß nehmen“ (Habermas 1992: 444) sollen diese Funktionen übernehmen (nicht näher thematisiert werden soll hier die sog. „vermachtete Öffentlichkeit“, in der sich etwa finanzstarke Lobbygruppen wiederfinden würden).

#### Zentrum/Peripherie: Legitimität demokratischer Entscheidungen
Legitimität politischer Entscheidungen beruht auf deren Anbindung an öffentlich artikulierte, im Diskurs zustande gekommene Meinungen:
Eine starke Zivilgesellschaft ist nach Habermas’ Theorie zweigleisiger Politik das Bindeglied zwischen politischer Peripherie und politischem Zentrum. Das politische Zentrum, ein aus der Lebenswelt ausgegliedertes spezifisches Handlungssystem, trifft verbindliche administrative Entscheidungen. Typische Akteure sind etwa Mitglieder einer Regierung. Gleichwohl sind sie auf Eingaben aus der Peripherie angewiesen und mit dieser auch über den Mechanismus der Wahl verbunden. Die politische Peripherie führt lediglich informelle Meinungsbildung in Öffentlichkeiten und Zivilgesellschaft durch, hat keinerlei Entscheidungskompetenz. Dennoch kommt ihr und insbesondere der zivilgesellschaftlichen Öffentlichkeit als Rückgrat deliberativer Politik eine überaus wichtige Aufgabe zu. Sie fungiert „[…] als wichtigste Schleuse für die diskursive Rationalisierung der Entscheidungen einer an Recht und Gesetz gebundenen Regierung und Verwaltung“. In ihr vollzieht sich also eine demokratische Willensbildung, „[…] welche die Ausübung politischer Macht nicht nur nachträglich kontrolliert, sondern mehr oder weniger auch programmiert“ (Habermas 1992: 364). Nur wenn Entscheidungen des politischen Systems also angemessen an zivilgesellschaftlich artikulierte öffentliche Meinungen angebunden sind, können sie demokratische Legitimität beanspruchen.
Im Jahr 2007 formuliert Habermas das so: „demokratische Legitimität kann nicht nur durch Deliberation und Öffentlichkeit allein hergestellt werden, sondern erfordert die Kombination vernünftiger Kommunikation mit der Teilnahme aller potentiell Betroffenen am Entscheidungsprozess.“

## Gegenpositionen
Ein Kritikpunkt ist „das Problem des sehr hohen Zeit- und Ressourcenaufwandes“. Dem wird entgegengehalten, dass sich in einem rationalen Diskurs die Reibungsverluste vermindern, die bei der Befolgung von neuen oder alten Regeln oder Gesetzen entstehen, „durch gesteigerte Qualität des öffentlichen Abwägens, durch verbesserte informelle, intellektuelle und moralische Kapazität der Bürger sowie durch gerechtere und autonomieschonende Problemlösung“.